# Edgar Selwyn
Pour les articles homonymes, voir Selwyn.
Edgar Selwyn (né le 20 octobre 1875 à Cincinnati, dans l'Ohio et mort le 13 février 1944  à Los Angeles) est un scénariste, réalisateur et producteur de cinéma américain.
Il est aussi une personnalité marquante du théâtre aux États-Unis au début du XXe siècle. Il est à l'origine du Selwyn Theater à Broadway (1918). Il est avec son frère Archibald Selwyn (en), l'un des fondateurs de la Goldwyn Pictures (en), devenue par la suite la Metro-Goldwyn-Mayer.

## Biographie
Il a été marié avec la scénariste et dramaturge Margaret Mayo entre 1901 et 1919, puis avec l'actrice Ruth Selwyn.

Edgar Selwyn et Margaret Mayo.

Lui et son épouse Margaret faillirent embarquer sur le Titanic lors de son dernier voyage. Le romancier Arnold Bennett indique que le couple Selwyn lui a rendu visite le 19 avril au sujet de sa dernière comédie, et qu'ils avaient pour cela annulé leur embarquement.

## Filmographie partielle

### Comme scénariste
- 1917 : Presque mariés (Nearly Married) de Chester Withey

### Comme réalisateur
- 1929 : The Girl in the Show
- 1930 : War Nurse
- 1931 : Men Call It Love (en)
- 1931 : La Faute de Madelon Claudet (The Sin of Madelon Claudet)
- 1932 : Skyscraper Souls
- 1933 : Men Must Fight
- 1933 : Turn Back the Clock
- 1934 : The Mystery of Mr. X (en)

### Comme producteur
- 1935 : Baby Face Harrington
- 1939 : Le Kid du Texas (The Kid from Texas) de S. Sylvan Simon
- 1939 : Bridal Suite
- 1939 : Dancing Co-Ed
- 1939 : Joe and Ethel Turp Call on the President (it)
- 1940 : Dulcy
- 1941 : Washington Melodrama
- 1942 : Pierre of the Plains